# Louis Izar
Louis Izar (Toulouse, 17 janvier 1895 - Toulouse, 14 décembre 1970) est un ténor français qui a été directeur artistique du Théâtre du Capitole de Toulouse de 1951 à 1966.